# 加越線
加越線（日语：／）是一條曾經連接富山縣小矢部市石動站至同縣東礪波郡庄川町（現時：礪波市）庄川町站之間，由加越能鐵道營運的鐵路線。在1972年9月16日全線廢除。

## 路線數據
- 路線距離（營業距離）：19.5公里
- 軌距：1067毫米
- 雙線區間：沒有（全線單線）
- 電氣化區間：沒有（全線非電氣化）
- 閉塞方式：電氣路籤（牌）閉塞（石動 - 福野之間，高瀨神社 - 庄川町之間）、電話電報閉塞（福野 - 高瀨神社之間）

## 歷史
在1897年，位於礪波地方內的中越鐵道（現時：城端線）開通。但是在津澤町（現時：小矢部市津澤）、井波町（現時：南礪市）和青島村（現時：礪波市庄川町）等地方還未有鐵路服務。因此，為了津澤人們可轉乘官設鐵道北陸線，以及青島人們可轉乘中越鐵道，在1912年成立了礪波鐵道，並計劃敷設鐵路線連接北陸線石動站，經中越鐵道福野站，連接至青島。
在1915年7月21日，福野站至青島町站（後來名為庄川町站）開業。在1919年，與金福鐵道合併，該公司計劃敷設鐵路連接金澤和福野之間，在合併後改名為加越鐵道。而「加越」這名字是取自加賀國和越中國的頭文字。加越鐵道承繼了金福鐵道的計劃，繼續敷設鐵路線至金澤。在1922年，石動站至福野站之間開業，全線開通。
當初鐵路線使用蒸氣機車。踏入昭和時代，為了經營合理化而引入汽油列車。在1931年2月10日批准使用汽油作為列車動力來源。引入了3架汽油列車。在1932年7月12日批准使用重油作為列車動力來源。在1937年前引入3架搭配柴油引擎的柴油列車。成為日本其中一條率先使用柴油列車的鐵路公司。
在1943年進行交通大統合下，加越鐵道合併至富山地方鐵道（地鐵），此路線成為富山地方鐵道的加越線。在1950年，加越能鐵道（現時：加越能巴士）成立，把加越線轉讓給加越能鐵道。
後來為了在庄川建設小牧水壩建設，加越線開始被用作運送建材。加越線一度風靡一時。在小牧水壩建設完畢後，加上當時經濟不景，使加越線業績開始惡化。為了補貼加越能鐵道加越線的赤字，在1959年從母公司地鐵接收高岡軌道線。隨後進行各種合理化的調整，但是客運量在1964年到達高峰後開始減少，在沿線工廠原本使用鐵路運輸，均變為改用貨車運輸，使業績有惡化的情況。最終由於跨越小矢部川的鐵路橋需要進行維修，而維修的費用龐大，因此決定把鐵路線廢除。在1972年9月15日全線廢除（在最後一個營業日的下午起免費開放乘坐），在翌日改為巴士服務。剩下的車輛轉讓給關東鐵道。
在加越線廢線後，富山縣購買了路軌遺址的用地。現在基本上整條線都是單車專用道（富山縣道370號富山庄川小矢部單車道線中，包含小矢部市石動町至礪波市庄川町青島之間）。該道路提供了一個安全的環境，以讓高校生可騎單車上學。在日本黃金周時期，礪波地方的小學生會聚集在單車專用道上參與驛傳大會（接力賽）。另外在2021年11月，於南礪市八塚內，曾經為鐵路橋，現時為縣道的高架橋由於老化而被撤走。
另外，隨著加越線廢線，為了改善庄川町和井波町之間的交通，便建設了都市計劃街路中央線（富山縣道371號本町高木出線的一部分）。
在富山縣私鐵路線中，許多都已經電氣化，但是此路線是最後一條非電氣化路線。因此利用這個特獨的優勢，在1965年，名古屋鐵道駛入至高山本線的準急「高山」開始營運前，名鐵司機在加越線上進行柴油列車訓練。在1970年，「高山」號列車改名為「北阿爾卑斯」後，列車延伸至富山地方鐵道立山線立山站，當時富山地方鐵道的司機在加越線進行實習。

### 年表
- 1912年（大正元年）
  - 9月9日 批出鐵道許可予礪波輕便鐵道（西礪波郡荒川村-東礪波郡青島村之間）[12]。
  - 11月15日 礪波鐵道株式會社成立[13][14]。
- 1915年（大正4年）7月21日 礪波鐵道 福野站至青島町站之間 (6.7公里) 啟用[15]
- 1919年（大正8年）9月17日 礪波鐵道與金福鐵道[16]合併，並改名為加越鐵道[17]
- 1922年（大正11年）7月22日 石動站至福野站之間 (12.8公里) 開業，全線開通[18]
- 1923年（大正12年）6月15日 批出鐵道許可（東礪波郡青島町至同郡大田村之間）[19]
- 1924年（大正13年）6月3日 鐵道許可失效（1923年6月15日許可 東礪波郡青島町至同郡大田村之間。原因：在指定期限下未能完成工程）[20]
- 1926年（大正15年）8月15日 安居寺口站啟用[21]
- 1929年-1930年 安居寺口站改名為柴田屋站[22]
- 1931年（昭和6年）3月5日 開始使用內燃動力列車。
- 1933年（昭和8年）5月15日 本江站啟用[22]
- 1934年（昭和9年）
  - 7月1日 四日町站啟用[22]
  - 12月1日 東山見站啟用[22]
- 1935年（昭和10年）5月10日 燒野站啟用[22]
- 1940年-1942年 高瀨村站改名為高瀨神社站[22]
- 1943年（昭和18年）1月1日 與富山地方鐵道合併，成為富山地方鐵道加越線。
- 1944年（昭和19年）5月18日 燒野站和東山見站廢除[22]
- 1950年（昭和25年）10月23日 路線轉讓給加越能鐵道。
- 1951年（昭和26年）
  - 10月20日 東山見站重開[23]
  - 12月15日 批出鐵路許可（青島町至小牧之間）[24][25]
- 1954年（昭和29年）5月10日 批出鐵路許可（富山至金澤之間）[24]
- 1955年（昭和30年）
  - 南石動站啟用[23]
  - 1月1日 青島町站改名為庄川町站[22]
  - 1月12日 庄川町站內車廠發生火警。1架柴油列車被燒毀[26]
- 1957年（昭和32年）1月26日 庄川町站內車廠發生火警。1架機車和2架柴油列車被燒毀[26]
- 1969年（昭和44年）4月1日 野尻站啟用，燒野站重開[22]
- 1972年（昭和47年）9月16日 全線廢除[8]

## 車站列表
所有車站都是在富山縣內。車站名稱、所在地名稱和接續路線都是取自廢站時一刻。
圖例
列車交會設備 … ◇・◆：可進行列車交會（◆是在1966年9月前）、｜：不可進行列車交會
參考資料：站名、公里數、設有職員當值
| 中文站名 | 日文站名 | 英文站名       | 站間營業距離 | 累計營業距離 | 接續路線                 | 接續路線 | 職員當值 | 所在地                         |
| -------- | -------- | -------------- | ------------ | ------------ | ------------------------ | -------- | -------- | ------------------------------ |
| 石動     |          | Isurugi        | -            | 0.0          | 日本國有鐵道：北陸本線   | ｜       | ◯        | 小矢部市                       |
| 南石動   |          | Minami-Isurugi | 1.6          | 1.6          |                          | ｜       |          | 小矢部市                       |
| 四日町   |          | Yokkamachi     | 1.0          | 2.6          |                          | ｜       |          | 小矢部市                       |
| 藪波     |          | Yabunami       | 2.0          | 4.6          |                          | ◇        | ◯        | 小矢部市                       |
| 津澤     |          | Tsuzawa        | 2.7          | 7.3          | 加越能鐵道新線（未成線） | ◆        | ◯        | 小矢部市                       |
| 本江     |          | Hongō          | 1.6          | 8.9          |                          | ｜       |          | 東礪波郡福野町（現時：南礪市） |
| 野尻     |          | Nojiri         | 1.0          | 9.9          |                          | ｜       |          | 東礪波郡福野町（現時：南礪市） |
| 柴田屋   |          | Shibataya      | 1.0          | 10.9         |                          | ◆        | ◯        | 東礪波郡福野町（現時：南礪市） |
| 福野     |          | Fukuno         | 1.9          | 12.8         | 日本國有鐵道：城端線     | ◇        | ◯        | 東礪波郡福野町（現時：南礪市） |
| 燒野     |          | Yakeno         | 1.7          | 14.5         |                          | ｜       |          | 東礪波郡福野町（現時：南礪市） |
| 高瀨神社 |          | Takase-jinja   | 1.2          | 15.7         |                          | ◇        | ◯        | 東礪波郡井波町（現時：南礪市） |
| 井波     |          | Inami          | 1.9          | 17.6         |                          | ◆        | ◯        | 東礪波郡井波町（現時：南礪市） |
| 東山見   |          | Higashi-Yamami | 1.0          | 18.6         |                          | ｜       |          | 東礪波郡庄川町（現時：礪波市） |
| 庄川町   |          | Shōgawamachi   | 0.9          | 19.5         |                          | ｜       | ◯        | 東礪波郡庄川町（現時：礪波市） |

- 柴田屋站在開業時名為「安居寺口站」，高瀨神社站在開業時名為「高瀨村站」，庄川町站在開業名為「青島町站」[22]。
- 福野站靠近石動一方跨越城端線的跨線橋還存在。
- 舊井波站的站舍是木製寺院風建築物，已被登錄為登錄有形文化財，現時站舍被用作物產展示館和巴士候車室。

## 運輸業績
| 年度 | 運送人次（人） | 貨運量（公噸） | 營業收入（日圓） | 營業支出（日圓） | 營業利潤（日圓） | 其他收入（日圓） | 其他支出（日圓）                    | 支付利息（日圓） | 政府補貼（日圓） |
| ---- | -------------- | -------------- | ---------------- | ---------------- | ---------------- | ---------------- | ----------------------------------- | ---------------- | ---------------- |
| 1916 | 92,776         | 7,351          | 9,651            | 11,936           | ▲ 2,285          |                  | 雜項開支4,351                       | 7,001            |                  |
| 1917 | 115,804        | 11,033         | 13,755           | 20,896           | ▲ 7,141          |                  | 未繳付/沒收股份與其他清算損失36,592 | 6,919            |                  |
| 1918 | 175,388        | 14,533         | 25,628           | 31,392           | ▲ 5,764          |                  | 出售車輛損失7,621                   | 8,141            |                  |
| 1919 | 190,719        | 20,024         | 32,877           | 46,652           | ▲ 13,775         | 減少資本150,000  | 損失賠償清算款13,296                | 9,699            | 24,748           |
| 1920 | 187,923        | 21,984         | 40,682           | 40,580           | 102              |                  | 借款利息和未結算撥款1,500           | 1,993            | 16,634           |
| 1921 | 236,628        | 18,283         | 47,805           | 36,769           | 11,036           |                  |                                     |                  |                  |
| 1922 | 265,570        | 21,564         | 69,727           | 48,957           | 20,770           |                  |                                     |                  |                  |
| 1923 | 378,743        | 28,596         | 101,080          | 83,009           | 18,071           | 18,570           | 36,603                              | 31,544           | 60,119           |
| 1924 | 471,997        | 29,857         | 129,058          | 88,061           | 40,997           |                  | 雜項損失28,285                      | 129,329          | 63,401           |
| 1925 | 532,762        | 57,267         | 157,446          | 110,404          | 47,042           |                  | 雜項損失7,296                       | 80,611           | 45,432           |
| 1926 | 567,520        | 54,823         | 165,643          | 86,054           | 79,589           |                  | 雜項損失6,599                       | 67,622           | 15,197           |
| 1927 | 585,729        | 77,509         | 171,524          | 84,464           | 87,060           |                  | 雜項損失7,808                       | 74,550           |                  |
| 1928 | 604,885        | 83,512         | 189,851          | 92,026           | 97,825           |                  | 雜項損失16,818                      | 70,881           |                  |
| 1929 | 576,023        | 41,360         | 148,978          | 75,565           | 73,413           |                  | 雜項損失56,733                      | 54,557           | 38,497           |
| 1930 | 575,607        | 34,960         | 142,356          | 103,088          | 39,268           |                  | 雜項損失29,714                      | 42,836           | 48,431           |
| 1931 | 571,645        | 54,882         | 308,014          | 90,956           | 217,058          |                  | 雜項損失47,889折舊107,439           | 30,958           | 43,474           |
| 1932 | 508,265        | 35,772         | 130,264          | 80,391           | 49,873           |                  | 雜項損失及折舊34,089                | 28,136           | 12,668           |
| 1933 | 539,376        | 43,180         | 140,754          | 74,386           | 66,368           |                  | 雜項損失及折舊31,369                | 24,903           |                  |
| 1934 | 627,158        | 45,243         | 147,943          | 75,123           | 72,820           |                  | 雜項損失及折舊32,106                | 21,534           |                  |
| 1935 | 658,080        | 41,807         | 141,686          | 84,752           | 56,934           |                  | 折舊21,800                          | 17,839           |                  |
| 1936 | 652,094        | 41,510         | 142,777          | 77,716           | 65,061           |                  | 雜項損失及折舊24,000                | 15,334           |                  |
| 1937 | 741,770        | 39,453         | 155,585          | 90,231           | 65,354           |                  | 雜項損失及折舊34,821                | 13,610           |                  |

- 參考自《鐵道院鐵道統計資料》、《鐵道省鐵道統計資料》、《鐵道統計資料》、《鐵道統計》

## 車輛

### 汽油/柴油列車
加越能鐵道的列車型數字，除了前汽油列車KiHa1形外，都是彷效母公司富山地方鐵道的做法，使用引擎輸出馬力換算值當作列車型號，與引擎功率相關。初期與富山地鐵都是遇到相同情況，便是車型的數字都是四或五位數，由於較少鐵路公司的車型數字達到五位數，為了避免變得複雜，自KiHa125和126起，車型數字都是三位數，頭兩位數字是馬力換算值，最後的數字是序號。
另外，庄川町車廠在1955年1月12日和1957年1月26日曾兩度發生火災，使部分車輛被燒毀。
KiHa1・2・3
在加越鐵道時代的1931年，由日本車輛本店製造。當初列車引擎是使用美國製Waukesha汽油引擎，在戰時中改用木炭作為燃料。在戰後，KiHa1變為無動力的HaFu31號客車。KiHa2、3改用日野DS10形柴油引擎，成為一架柴油列車。KiHa2在1955年因火警而被燒毀。其剩2架於1964年前退役。
KiHa11（→KiHa7751）
在1932年由日本車輛製造。與鹿島參宮鐵道KiHa40401（前藝備鐵道KiHaYu16）相同車身。列車搭載梅賽德斯-平治OM-5S形柴油引擎(78PS)。為其中一架日本初期的柴油列車。在戰時，由於柴油引擎不能使用木炭作為燃料，因此暫時成為一架客車。在戰後改用日野DA54A柴油引擎。最後在1969年退役。
KiHa12、13（→KiHa11052、11053）
在1937年由日本車輛製造的柴油列車。車頭正面有二塊車窗，在戰前為私鐵而製造的大型16米級半流線形車輛。列車搭載國產日立製作所649-R1形柴油引擎(100PS)，但是在戰時被用作客車（無動力）。在戰後，11053在1957年因火警而被燒毀。剩下的11052改用日野DA54A引擎。最後在1969年退役。
（KiHa11055）
前・國鐵KiHa41038。該車輛來自有田鐵道KiHa205。原本引入後的車型編號定為KiHa11055，但是在開始營運前的1957年因火警而被燒毀。
KiHa15001
在1953年由輸送機工業製造，為一架18米級的半鋼製造機械式柴油列車。引擎和變速箱都是與同時期的國鐵KiHa42500形(後來KiHa07形)都同級數（150PS）。在當時有一個計劃，就是建設一條新的電氣化鐵路線，連接富山至金澤之間。而該車輛考慮到未來的發展，雖然預先製造了一架柴油列車，但是已經預留空間改裝為電動列車。此列車與同時期的富山地方鐵道電車群十分相似。不論是外形和構造上。此列車忽視了輕量化的設計，車身使用質量較重的鑄鋼，以提升列車舒適度，另外使用住友金屬FS-13轉向架。因此，在列車淨重情況下已經接近30公噸。造成列車離合器磨損、傳動軸損壞和齒輪損壞等一系列嚴重問題。當時職員要求改用TC-2液體傳動裝置作為舒緩措施，但是最後沒有實現。此列車眾多毛病且難以維護，不受乘務員和維修員歡迎。後來由於電氣化鐵路線的計劃中止，使該列車未能夠改裝為電動列車。在早期已經成為後備車輛，在1969年提早退役。
KiHa125・126
在1957年由東急車輛製造製造，為一架16米級柴油列車。這是為了1957年車廠火警後，為了填補被燒毀的車輛而緊急引入。該列車與在1954年同一製造商製造的東武鐵道キハ2000形屬相同型號。搭載DMF13形(120PS)。車頭正面有二塊湘南型車窗，車側的車窗是巴士窗。配備短軸距菱形框架轉向架，為一架輕盈的中型柴油列車。此列車是加越線首架液體傳動式柴油列車。該列車曾被用作名古屋鐵道列車司機駕駛液體傳動式柴油列車的訓練。在廢除後轉往關東鐵道，成為KiHa431和432。於鉾田線上服役。後來鉾田線變為鹿島鐵道線後繼續服役，直至2007年該線廢除為止。在路線廢除後，2架列車被保存下來，成為加越線車輛中「最後的倖存者」。
KiHa187
在1963年製造了1架柴油列車。列車兩端均設有駕駛室。車身設有3道單門。為加越線最後一架新製車輛。車頭設有兩塊車窗，設計比較筆直和樸素。列車傳動部件與國鐵KiHa20屬相同等級，為一架液體傳動式柴油列車。在路線廢除後轉讓給關東鐵道，成為KiHa721。
KiHa173
在1952年製造，為前·國鐵KiHa07106。國鐵在1966年把該列車退役，在1968年轉往加越線上服役。從國鐵引入時保流了原來的面貌。在加越線廢除後轉讓給關東鐵道，成為KiHa707。
KiHa162
前江若鐵道KiHa5124，隨著1969年江若鐵道線廢除而引入，以用作取代一些狀態不良好的現在車輛。該列車在1936年製造，原本是一架國鐵KiHa07（KiHa42023→42202→42523→07 24，在1964年轉往江若鐵道服役），在江若鐵道時代進行大改造。在引入至加越線後，塗裝沒有改變，仍然是保留江若鐵道的設計。在加越線上服役時，整架列車沒有進行全面清潔，整個車身佈滿了油煙的煙灰和污垢，當時加越線也瀕臨廢除。在加越線廢除後，列車轉讓給關東鐵道，成為KiHa551。

### 蒸氣機車
- 1・2 - 在礪波鐵道開業之際引入。機車由德國Orenstein & Koppel製造的煤水櫃機車。後來2轉讓給金名鐵道。
- 3 - 在1923年從國鐵購入機車。機車由德國Arnold Jung製造的煤水櫃機車。該機車源自中越鐵道6號。詳細參見日本國鐵1025形蒸氣機車（日语：国鉄1025形蒸気機関車）。
- 4 - 與1一樣都是由德國Orenstein & Koppel製造的煤水櫃機車。在引入至加越能鐵道後，編號改為3131號。詳細參見日本國鐵1215形蒸氣機車#加越鐵道（日语：国鉄1215形蒸気機関車#加越鉄道）。

### 客車
在礪波、加越鐵道時代的客車，共有10架木製兩軸客車和2架鋼製轉向架客車（NaHaFuフ101・102）。後來隨著增備內燃列車，使客車開始被退役。在1940年，2架轉向架客車賣給阪神急行電鐵。自此，所有載客車輛都是設有傳動裝置。即使在戰時和戰後的能源短缺時代，內燃列車被用作客車使用，也沒有購入純客車的車輛。
- 在開業時共有8架客車，分別是二三等客車I1・2，三等客車Ro1-4，三等司閘車RoBu1・2。這些車輛都是由實製作所（東京）[27]製造[28]。
- 在1924年從國鐵購入Ha2478、2480，購入後的車隊編號為Ro5、6[28]。
- 在1929年從日本車輛製造引入17米級半鋼製客車NaHa101、102（參見阪急96形電動列車（日语：阪急96形電車））。
- 在1935年I1・2、Ro1-3・5・6和RoBu1被退役[28]。在該年以前，Ro4和RoBu2已經退役，退役日期不詳。
- 在1940年把NaHaFu101、102賣給阪神急行電鐵。2架都被阪急進行大改造，變為一架通勤電動列車。改造後變為96形電動列車（日语：阪急96形電車），一直服役至1960年代前。

### 車輛數目的變遷
| 年度      | 機車 | 內燃列車 | 客車 | 貨車 | 貨車 |
| 年度      | 機車 | 內燃列車 | 客車 | 棚車 | 敞車 |
| --------- | ---- | -------- | ---- | ---- | ---- |
| 1916-1922 | 2    |          | 8    | 10   | 20   |
| 1923      | 3    |          | 8    | 10   | 20   |
| 1924-1925 | 3    |          | 10   | 10   | 20   |
| 1926-1928 | 4    |          | 10   | 11   | 19   |
| 1929      | 4    |          | 12   | 11   | 19   |
| 1930      | 4    | 1        | 8    | 11   | 19   |
| 1931      | 4    | 3        | 10   | 11   | 19   |
| 1932-1933 | 4    | 4        | 10   | 11   | 19   |
| 1934      | 4    | 4        | 2    | 11   | 19   |
| 1935-1936 | 3    | 4        | 2    | 11   | 19   |
| 1937      | 3    | 6        | 2    | 11   | 19   |

- 參考自各年度版《鐵道院鐵道統計資料》、《鐵道省鐵道統計資料》、《鐵道統計資料》、《鐵道統計》

## 注腳
1. 1 2 3 4 5 6  《地方鉄道及軌道一覧. 昭和15年11月1日現在》（國立國會圖書館數碼化收藏）
2. ↑  服部 2017，第8頁.
3. ↑  服部 2017，第9頁.
4. ↑  服部 2017，第10頁.
5. ↑  「運輸審告示第226号」《官報》1950年10月26日（國立國會圖書館數碼化收藏）
6. ↑  . 講談社、BC. 2019-07-29: 48. ISBN 978-4-06-517358-9 （日语）.
7. ↑  服部 2017，第22頁.
8. 1 2  《まんまる 2022年10月号（通巻221）》（北日本新聞社編輯，發行）16頁「廃線から半世紀 砺波平野を走った加越線』」
9. ↑  《庄川町史 続巻》（2002年11月1日，庄川町發行）74 - 75頁。
10. ↑  《北日本新聞》2022年9月18日 19頁《加越線と私 全通100年 廃線50年 路線の風景伝えたい 写真188枚 冊子に残す》
11. ↑  《庄川町史 続巻》（2002年11月1日，庄川町發行）82 - 83頁。
12. ↑  「軽便鉄道免許状下付」《官報》1912年9月16日（國立國會圖書館數碼化收藏）
13. ↑  《地方鉄道及軌道一覧 : 附・専用鉄道. 昭和10年4月1日現在》（國立國會圖書館數碼化收藏）
14. ↑  《日本全国諸会社役員録. 第21回》（國立國會圖書館數碼化收藏）
15. ↑  「軽便鉄道運輸開始」《官報》1915年8月2日（國立國會圖書館數碼化收藏）
16. ↑  金福鐵道（《日本全国諸会社役員録. 第25回》）在明治44年9月取得金澤至福野之間的鐵路敷設許可，在大正7年7月失效（「軽便鉄道免許失効」《官報》1918年7月29日）。（國立國會圖書館數碼收藏）
17. ↑  寺田 2008，第62頁.
18. ↑  「地方鉄道運輸開始並営業哩程変更」《官報》1922年7月27日（國立國會圖書館數碼化收藏）
19. ↑  「鉄道免許状下付」《官報》1923年6月19日（國立國會圖書館數碼化收藏）
20. ↑  「鉄道免許失効」《官報》1924年6月3日（國立國會圖書館數碼化收藏）
21. ↑  「地方鉄道駅設置」《官報》1926年8月19日（國立國會圖書館數碼化收藏）
22. 1 2 3 4 5 6 7 8 9 10 11  今尾 2008，第33頁.
23. 1 2 3  寺田 2008，第164頁.
24. 1 2  後來失效（下）114頁
25. ↑  「運輸省告示第27号」《官報》1952年2月2日（國立國會圖書館數碼化收藏）
26. 1 2  《庄川町史 下巻》1975年，384-385頁
27. ↑  《日本全国諸会社役員録. 第23回》（國立國會圖書館數碼化收藏）
28. 1 2 3  「車両廃止の件」昭和10年4月8日（鉄道免許・加越鉄道（富山地方鉄道）５・昭和５～１１年/国立公文書館）